# Mount Garan
Mount Garan är ett berg i Antarktis. Det ligger i Östantarktis. Australien gör anspråk på området. Toppen på Mount Garan är 1 472 meter över havet.
Terrängen runt Mount Garan är huvudsakligen platt, men åt nordväst är den kuperad. Trakten är obefolkad. Det finns inga samhällen i närheten.